# Gut Bodenhof

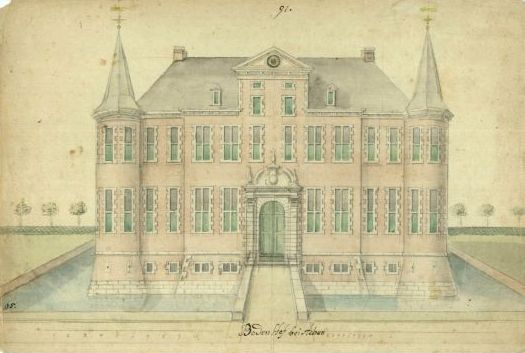
Ansicht des Gutes Bodenhof auf einer aquarellierten Zeichnung von Caspar Wolf, 1870/71

Das Gut Bodenhof, kurz auch nur Bodenhof genannt, war ein Gutshof mit repräsentativem Herrenhaus südlich der damaligen Stadt Aachen an der Landstraße nach Eupen. Bis in das 17. Jahrhundert war das Gut auch als Laboenhof bekannt. Von dem Anwesen sind heute nur noch das einstige Hauptportal, einige Mauersockel und eine Bogenbrücke  erhalten. Diese Reste stehen unter Denkmalschutz.

## Geschichte

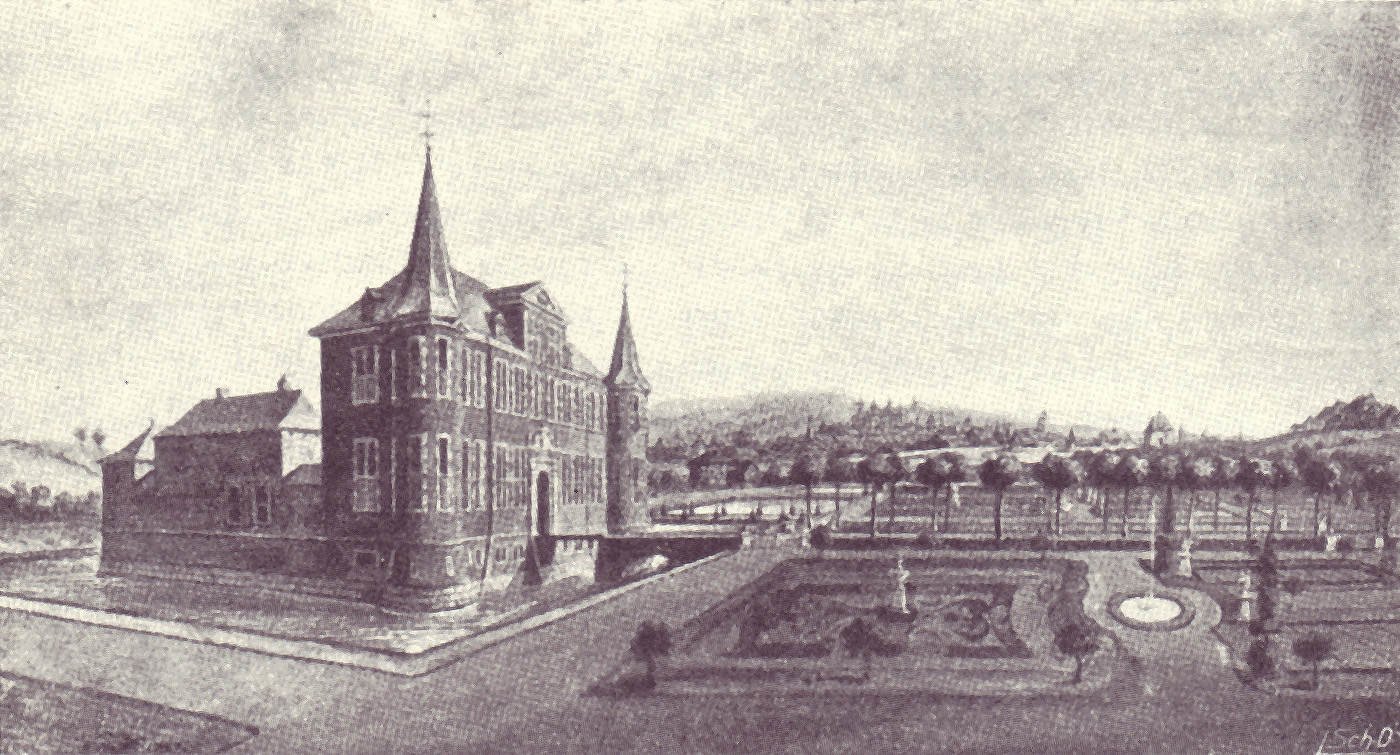
Ansicht des Gutes von Südosten, Zeichnung von Caspar Wolf, 1780/81

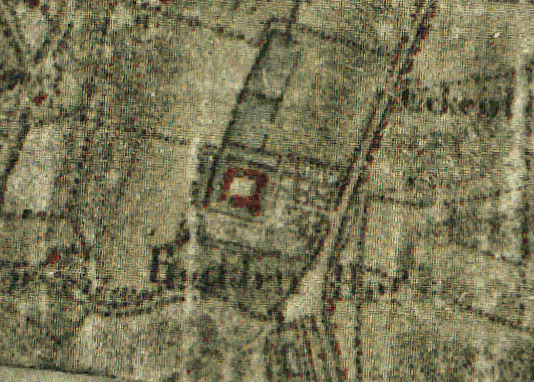
Das Gut Bodenhof auf der Tranchotkarte

Das Gut ging auf eine Wasserburg zurück, die ein propsteiliches Lehensgut des Aachener Marienstifts war. In einer Urkunde von 29. Mai 1438 erstmals schriftlich erwähnt, war die Anlage seit jenem Jahr im Besitz des Laurenz (Lenz) von Cronenburg (auch Cronenberg genannt). Wahrscheinlich war er der erste Empfänger dieses Neulehens. Nach seinem Tod kam die Burg Bodenhof an seinen gleichnamigen Sohn, der sie 1545 seinem Sohn Arnold vererbte. Diesem folgten nacheinander seine beiden Brüder Simon (1548) und Hermann von Cronenburg (1563). Aus dessen Ehe mit Maria Wolff entstammte die Tochter Catharina, die den Kupfermeister Michael Amya heiratete und ihm 1586 das Gut zubrachte. Über den gemeinsamen Sohn Hermann kam der Besitz 1629 an den Enkel Michael. Allerdings war dieser zu jener Zeit nicht mehr alleiniger Besitzer. Seine Tante Susanna, die Schwester seines Vaters, hatte Leonard Römer geheiratet, der ebenfalls 1629 mit einem Viertel des Gutshofs belehnt wurde. Erst mit dem Tod von Susannas und Leonards Sohn Daniel 1686, war die Familie Amya wieder alleinige Besitzerin des Anwesens. Von 1655 bis 1657 hatten die damaligen Lehnsnehmer die Gebäude der alten Wasserburg durch einen Neubau ersetzt, dessen östlicher Flügel ein schmuckes Wohnhaus war.
Gegen Ende des 17. Jahrhunderts bewohnte die Familie Amya das Gut nicht mehr, sondern war in die Niederlande (damals Republik der Sieben Vereinigten Provinzen) gezogen. So quartierten sich dort ab 1694 kurbrandenburgischen Soldaten ein. Sie befestigten das Herrenhaus durch Verschanzen des Wassergrabens und schlugen Schießscharten in die Mauern der runden Ecktürme. Zu jener Zeit war Hermann Amya, ein Neffe Michael Amyas, Besitzer des Gutes. Er hatte es 1676 von seinem Vater Matthias, Michaels Bruder, geerbt. Bei seinem Tod im Jahr 1700 folgte ihm sein Sohn Jakob als Besitzer. Nachdem dieser 1730 verstorben war, verkaufte seine Witwe das Anwesen am 2. August 1732 an Helena von Coutten, Witwe des Bankiers Johann von Leyendecker. Ihre Erben veräußerten es am 22. Mai 1750 an den kurpfälzischen Hofkammerrat Franz Rudolf von Collenbach. Ihm wurde das Anwesen als Allodium zuerkannt. Er ließ den linken Seitenflügel für sich und seine Frau Maria Barbara Therese Chorus 1750 erweitern und neue Ökonomiegebäude errichten. Am 13. Januar 1804 erwarb der Aachener Nadelfabrikant Karl Philipp Pastor das Gut. Er starb dort nur sechs Jahre später 1810. Seine Erben verkauften das Gut nach seinem Tod am 18. November 1818 an Nadelfabrikanten Heinrich Nütten-Schillings, der dem Gutsgebäude eine große Veranda anfügen ließ. Die Familie Nütten nahm ab 1860 bauliche Veränderungen am Herrenhaus vor. Die Zugbrücke wurde entfernt und die auf das Portal zuführende steinerne Brücke um einen Bogen bis zum Gebäude verlängert. Zeitgleich wurde der Wassergraben trockengelegt. Am Wohngebäude ließen die Eigentümer die Kreuzstöcke der Kreuzstockfenster entfernen, um mehr Licht im Gebäudeinneren zu haben. Außerdem wurde die große Scheune an der Südflanke der Anlage abgerissen.
Im Zweiten Weltkrieg wurde die Gutsanlage durch ein Feuer zerstört. Noch in den 1950er Jahren, als die Firma Philips das Areal kaufte, um dort Neubauten für ihr Unternehmen zu errichten, stand die Brandruine des Herrenhauses. Die noch zum Teil erhaltene Gartenfront wurde im Sommer 1961 bis auf Höhe des Gebäudesockels abgebaut, weil sie später einem modernen Neubau an dieser Stelle als Fassade vorgeblendet werden sollte. Doch dazu kam es nie. Die Wirtschaftsgebäude wurden 1962 niedergelegt, lediglich eine Brücke aus Backstein und ein monumentaler Torbogen blieben stehen. Die nach dem Krieg errichteten Neubauten auf dem Gelände werden heute unter anderem durch die Fachhochschule Aachen genutzt.

## Beschreibung

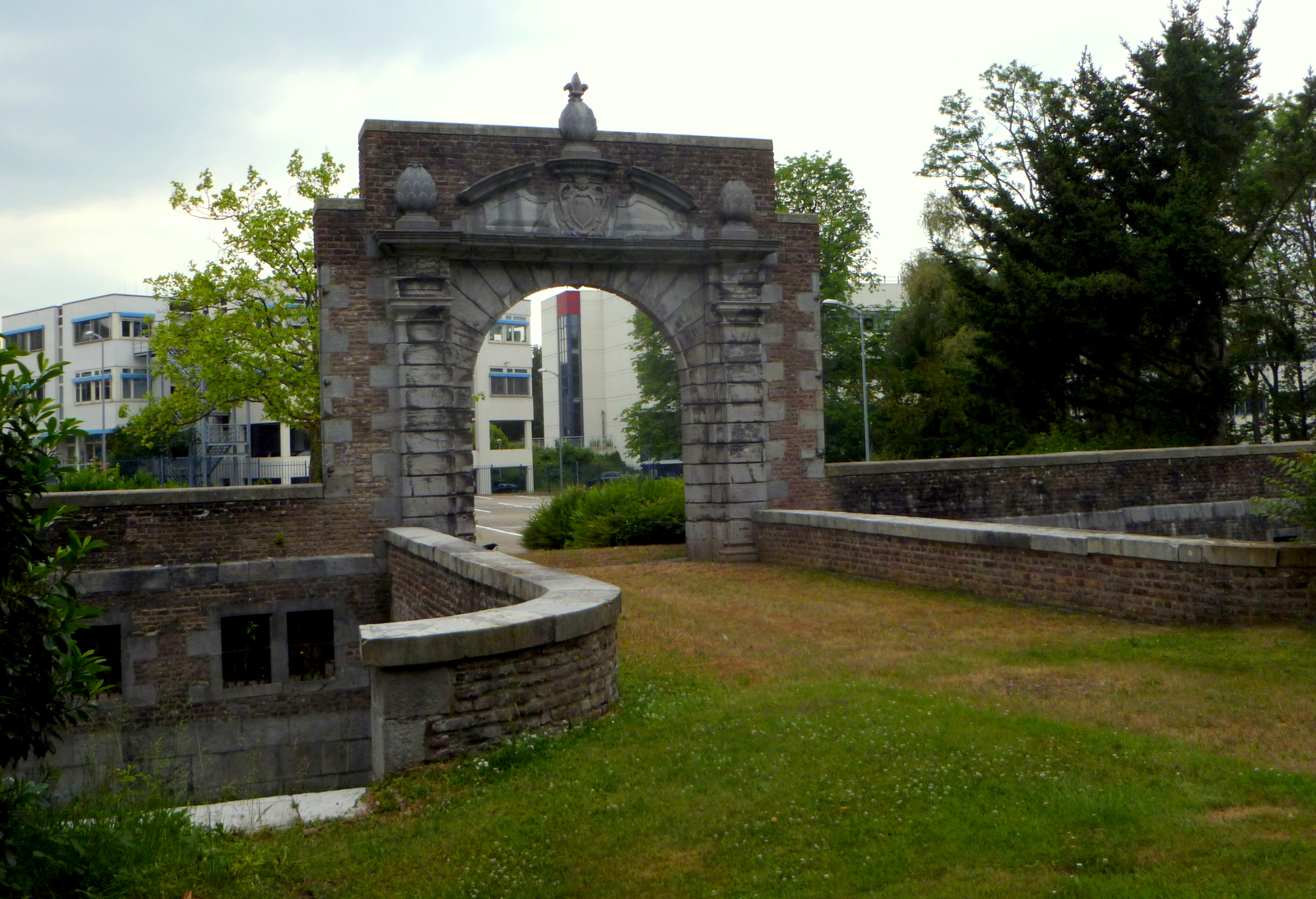
Erhaltenes Portal und Brücke des Gutes Bodenhof

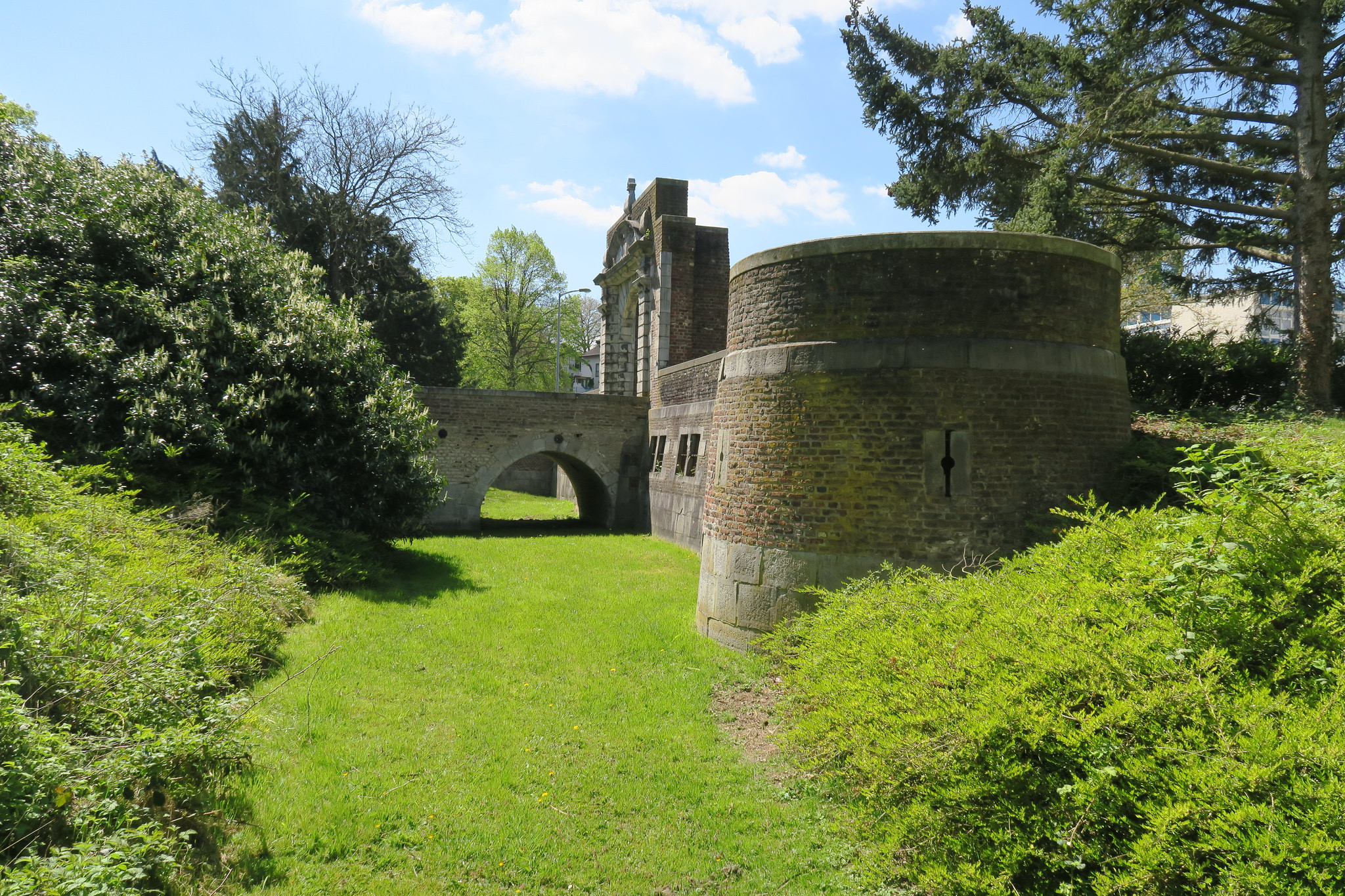
Portal und Brücke des Gutes Bodenhof, seitliche Aufnahme

Das Gut war eine Vierflügelanlage, die von einem Wassergraben umgeben war. Die vier Gebäudetrakte, von denen der östliche durch das repräsentative Herrenhaus gebildet wurde, umgaben einen Binnenhof. Nördlich des Gevierts lag ein Teich, der heute noch erhalten ist.
Das Herrenhaus war ein zweigeschossiger Ziegelbau, dessen Außenseite zu Beginn des 20. Jahrhunderts weiß gekälkt war. Es besaß ein schiefergedecktes Walmdach. Seine nach Osten zeigende, 36,3 Meter breite Schaufassade war durch Fenster in zehn Achsen unterteilt und besaß einen breiten Mittelrisalit. An den beiden Ostecken standen schlanke Rundtürme mit abgeknicktem, polygonalen Helmen, die schiefergedeckt waren. Auf ihrer Spitze standen Wetterfahnen mit der Jahreszahl 1750. Im Erdgeschoss des Herrenhauses wurden die beiden Mittelachsen von einem großen, rundbogigen Portal aus Blausteinquadern eingenommen, dessen Toröffnung an beiden Seiten von Pilastern flankiert war. Die Blende zur Aufnahme der einstigen Zugbrücke ist heute noch gut erkennbar. Über dem verkröpften Gesims erhebt sich ein doppelt gesprengter Giebel, in dessen Giebelfeld eine herzförmige Kartusche prangt. Diese zeigte bis 1750 das Wappen der Familie Amya, ehe es Franz Rudolf von Collenbach entfernen ließ. Auf Höhe des Dachgeschosses besaß der Mittelrisalit eine zwerchhausartigen Aufbau mit Dreiecksgiebel als oberen Abschluss. Im Giebelfeld befand sich eine Uhr. Östlich des Herrenhauses lag ein symmetrisch angelegter Barockgarten, der durch die gerade Zufahrtsallee in eine nördliche und eine südliche Partie geteilt wurde. Die Zufahrt endete an einer zweibogigen Brücke, die über den Wassergraben zum Hauptportal führte.
Dem Herrenhaus schloss sich im Westen ein hufeisenförmiger Wirtschaftshof aus dem Jahr 1750 an. Er nahm eine Scheune, Remisen, Ställe und eine Pächterwohnung auf.